# Asota versicolor
Asota versicolor là một loài bướm đêm trong họ Erebidae.